# Capilaria salvelina
Capilaria salvelina är en rundmaskart. Capilaria salvelina ingår i släktet Capilaria och familjen Trichuridae. Inga underarter finns listade i Catalogue of Life.